# Paul Vrind
Paul Jeroen Vrind (L'Aia, 30 marzo 1968 – Gand, 29 giugno 2009) è stato un cestista olandese.

## Carriera
Con i Paesi Bassi ha disputato i Campionati europei del 1989.